# Polovchak v. Meese
Polovchak v. Meese  war ein US-amerikanisches Zivilverfahren vor einem Bundesgericht im September 1985, in dem es um einen 12-Jährigen ging, der mit seinen Eltern die Vereinigten Staaten nicht verlassen und nicht in die sowjetische Ukraine zurückkehren wollte.

## Hintergrund
Walter Polowtschak lebte in Chicago, als seine Eltern beschlossen, in die Ukraine zurückzukehren, die damals zur UdSSR gehörte. Er wehrte sich dagegen und floh vor seinen Eltern zu einem Cousin, wo er um Asyl bat, was den Fall auslöste. Seine Eltern kehrten mit seinen beiden Geschwistern in die Sowjetunion zurück.

## Entscheidung
Die Reagan-Regierung ließ zu, dass sich das Gerichtsverfahren über Jahre hinzog, so dass Polowtschak zum Zeitpunkt der endgültigen Entscheidung bereits 18 Jahre alt war. Da er nicht mehr minderjährig war, konnte er in den Vereinigten Staaten bleiben.
Das Gericht entschied, dass Eltern, die die Staatsangehörigkeit eines anderen Landes besitzen, ihr eigenes Kind nicht gegen den Willen ihres Kindes aus den Vereinigten Staaten in ihr Heimatland mitnehmen können, es sei denn, dem Kind wird zuvor eine Anhörung gewährt, um festzustellen, ob das Leben in einem anderen Land im Interesse des Kindes ist.